# Pardosa agricola
Pardosa agricola es una especie de araña araneomorfa del género Pardosa, familia Lycosidae. Fue descrita científicamente por Thorell en 1856.
Habita en Europa, Turquía, Cáucaso, Rusia (Europa a Siberia Central), Kazajistán e Irán.